# Scooby-Doo : Le mystère commence
Série
Scooby-Doo 2 : Les monstres se déchaînent
(2004) Scooby-Doo et le Monstre du lac
(2010)
Pour plus de détails, voir Fiche technique et Distribution.
Scooby-Doo : Le mystère commence ou Scooby-Doo : L'Origine du mystère au Québec (Scooby Doo! The Mystery Begins) est un téléfilm américano-canadien de Brian Levant diffusé en 2009 et basé sur la franchise Scooby-Doo.
Mélangeant prise de vue réelle et images de synthèse comme Scooby-Doo (2002) et Scooby-Doo 2 (2004), cette préquelle marque les 40 ans de la série d'animation Scooby-Doo.

## Synopsis
Tout débute à Coolsville, dans l'Ohio.
Sammy est un paria maladroit et un peu ringard. Un matin, il manque de rater le bus scolaire, mais arrive à l’heure, mais est renversée par une brute amie avec Fred Jones, le quarterback de l'équipe de football américain. Il tente de s’installer d’abord avec Véra, une passionnée de sciences, puis avec Daphné Blake, une riche élève du club de théâtre, pour finir par se retrouver seul.
Peu après, tentant d’ouvrir son casier et tombe dans une poubelle qui le conduit droit vers le bureau du principal Deedle, où il termine sa course.
Il s’avère que ce chef d’établissement est collectionneur de timbres parce qu’étant plus jeune, il avait du mal à se faire des amis. Il offre un exemplaire à Sammy, qui le prend et retourne en cours.
À peu près au même moment, une foire à l'adoption d'animaux de compagnie a lieu. Un grand danois nommé Scooby-Doo est à adopter, mais personne ne s'intéresse à lui. Plus tard, sur le chemin du retour à la fourrière, il est accidentellement abandonné lorsque sa cage tombe du camion qui la transportait. Cherchant à s'abriter d'une averse, il tombe sur un cimetière où il voit deux fantômes surgir de leurs tombes. Scooby panique et s'enfuit, atterrissant dans la chambre de Sammy. Celui-ci décide d'adopter Scooby, et les deux amis se lient rapidement d’amitié.
Plus tard, Sammy tente de faire monter Scooby-Doo dans le bus scolaire, mais une bagarre éclate entre Sammy, Scooby et la brute, rejoint par Fred, Daphné et Vera. Le bus s'écrase contre un mât de drapeau, qui tombe sur la voiture du proviseur adjoint Grimes, endommageant son pare-brise. Suite à la bagarre dans le bus et aux dégâts causés à la voiture de Grimes, Sammy est envoyé en retenue à la bibliothèque (tandis que Scooby est attaché à l'extérieur), avec Fred, Vera et Daphne.
Ils se lient d'amitié grâce à leur intérêt commun pour les mystères, mais se mettent rapidement à dos. Les fantômes surgissent soudainement et les poursuivent jusqu'au gymnase où se déroule un rassemblement d'encouragement. Une silhouette masquée, le Spectre, apparaît, exigeant que tout le monde parte. Deedle décide de fermer l'école, mais Grimes considère cela comme une farce et suspend le quatuor car il refuse de croire qu'il y a des fantômes dans l'école.
La bande tente de se blanchir en enquêtant sur les fantômes qui s'y trouvent la nuit qui suit, mais Sammy et Scooby finissent enfermés dans les congélateurs de la cafétéria. Ils sont libérés le lendemain matin par Grimes, qui les expulse de l'école et menace de les faire arrêter pour intrusion s'ils remettent les pieds sur le terrain.
Pensant que la bibliothécaire et le concierge de l'école cherchent peut-être à fermer l'école après que Sammy se soit souvenu de les avoir entendus se plaindre, ils utilisent les connaissances de Daphné en matière de costumes de théâtre pour s'infiltrer dans l'école. Mais ils sont disculpés lorsque Vera découvre qu'un livre de sorts a récemment été emprunté par Grimes, ce qui les amène à penser que ce dernier est leur principal suspect.
En fouillant la nuit chez lui venue, ils apprennent que le terrain de l'école était autrefois utilisé par l'Académie de Coolsville, une école préparatoire détruite par une inondation le jour même où ils avaient l'intention d'enterrer une capsule temporelle de l'histoire de l'école. La bande en conclut donc que les fantômes tentent de faire fermer leur école pour pouvoir chercher la capsule temporelle sans encombre. Ceux-ci attaquent à nouveau les adolescents, les assomment, les endorment et les envoient dans le gymnase de l’école.
Le Spectre, gardant Scooby et Grimes prisonniers dans une cage chacune, force la bande à chercher la capsule temporelle sous terre. Incapables de la trouver, ils le dupent pour qu'il descende la chercher hors du trou, mais le plan échoue lorsqu'ils tentent de l'enfermer dans une pièce inondée, et le Spectre s'empare de la capsule. Après que la bande l’ait récupérée, la bande utilise le livre de sorts pour bannir les fantômes.
Scooby se libère de ses liens et arrive juste à temps pour maîtriser le Spectre, qui se révèle bientôt être Deedle. On découvre alors qu'une erreur d'impression de timbre était cachée dans la capsule temporelle, un objet qui aurait valu une fortune. Déterminé à la récupérer, Deedle utilise le livre de sorts pour invoquer les fantômes et faire évacuer l'école afin d'atteindre son objectif.
Après son arrestation pour ses crimes, le groupe est réintégré au lycée de Coolsville et félicité publiquement par Grimes, devenu dorénavant le nouveau proviseur. Il leur présente ses excuses pour ne pas les avoir crus et les avoir exclus de l’établissement avant d'annoncer l'enterrement officiel de la capsule temporelle.
Alors qu'ils commencent à creuser, Sammy jette accidentellement sa pelle, qui atterrit sur la voiture de Grimes, endommageant à nouveau le pare-brise. Grimes s’en aperçoit, mais au lieu de lui donner une nouvelle retenue cette fois-ci, il pardonne, affirmant que les accidents sont monnaie courante.
Le groupe décide après cela de rester ensemble et de résoudre des mystères, et part « enquêter sur d'étranges événements au musée de Coolsville ».
La dernière scène montre une référence au premier épisode de Scooby-Doo, Où es-tu ! et à leur premier méchant, le Fantôme du Chevalier Noir.

## Fiche technique
- Titre original : Scooby Doo! The Mystery Begins
- Titre français : Scooby-Doo : Le mystère commence
- Titre québécois :  Scooby-Doo : L'Origine du mystère
- Réalisation : Brian Levant
- Scénario : Daniel et Steven Altiere
- Musique : David Newman
- Direction artistique : Tyler Bishop Harron
- Décors : Brentan Harron
- Costumes : Kate Main
- Photographie : Jan Kiesser
- Son : Mark A. Rozett, Kelly Vandever
- Montage : Eric Osmond
- Production : Brian Levant et Brian J. Gilbert

Production exécutive : Chris Foss
Production déléguée : Ramsey Naito
- Sociétés de production[1] : avec la participation de Warner Premiere et de Cartoon Network
- Sociétés de distribution :
  -  Mondial : Warner Premiere (DVD)
  - États-Unis : Cartoon Network (Diffusion TV) ; Warner Home Video (DVD / Blu-Ray) ; HBO Max (VOD)
  - Canada : Teletoon (Diffusion TV) ; Warner Home Video (DVD)
- Budget : n/a
- Pays d'origine :  États-Unis,  Canada
- Langue originale : anglais
- Format[2] : couleur - 35 mm - 1,78:1 (Widescreen 16:9) (Panavision)
- Genre : comédie, aventures, fantastique
- Durée : 82 minutes
- Date de diffusion[3] :
  - États-Unis : 13 septembre 2009
  - Canada : 26 septembre 2009
  - France : 1er novembre 2010
- Dates de sortie DVD[3] :
  - États-Unis : 22 septembre 2009
  - Canada : 6 octobre 2009
  - France : 24 février 2010
- Classification[4] :
  -  États-Unis : Certaines scènes peuvent heurter les enfants - Accord parental souhaitable (PG - Parental Guidance Suggested)[Note 1].
  -  États-Unis (Diffusion TV) : Ce programme contient des éléments que les parents peuvent considérer inappropriés pour les enfants (TV-PG).
  -  Canada : Tous publics (G - General).
  -  France : Tous publics (Conseillé à partir de 8 ans)[5].

## Distribution
- Nick Palatas (VF : Donald Reignoux ; VQ :Philippe Martin): Sammy Rogers
- Robbie Amell (VF : Alexis Tomassian ; VQ : Gabriel Lessard) : Fred Jones
- Kate Melton (VF : Céline Melloul ; VQ : Catherine Proulx-Lemay) : Daphné Blake
- Hayley Kiyoko (VF : Karine Foviau ; VQ : Marika Lhoumeau) : Véra Dinkley
- Frank Welker (VF : Éric Missoffe ; VQ : François Sasseville) : Scooby-Doo
- Garry Chalk (VF : Hervé Jolly ; VQ : Mario Desmarais) : le principal-adjoint Grimes
- Shawn Macdonald (VF : Frédéric Popovic ; VQ : Sébastien Dhavernas) : le principal Deedle / le spectre
- C. Ernst Harth (VQ : Louis-Philippe Dandenault) : le concierge
- Lorena Gale (VQ : Johanne Garneau) : la bibliothécaire

Le thème principal est écrit et enregistré par le groupe Anarbor et s'intitule You and I.

## Distinctions

### Nominations
- Éditeurs de sons de films 2010 :
  - Meilleur montage sonore - Dialogues et doublages à la télévision pour Trip Brock, Brian S.M. Wroth et Bryon Speller[6].